# کوپریونیتسا (گاجین خان)
کوپریونیتسا (به صربی: Koprivnica) یک منطقهٔ مسکونی در صربستان است که در Gadžin Han واقع شده‌است.